# Justyna Plutowska
Justyna Plutowska (ur. 27 czerwca 1991 w Gdyni) – polska łyżwiarka figurowa, startująca w parach tanecznych z Jérémie Fleminem. Uczestniczka mistrzostw świata i Europy, medalistka zawodów międzynarodowych oraz mistrzyni Polski (2014).

## Kariera
Plutowska rozpoczęła jazdę na łyżwach w wieku trzech lat. Jej pierwszym trenerem był ojciec Mirosław Plutowski. Z pierwszym partnerem, Mateuszem Krupowiesem zdobyła mistrzostwo Polski juniorów młodszych, zaś z Dawidem Pietrzyńskim wywalczyła dwukrotnie mistrzostwo Polski juniorów (2009, 2010) i wicemistrzostwo Polski seniorów (2011).
W sierpniu 2012 r. Plutowska oficjalnie rozpoczęła współpracę z Peterem Gerberem. Para Plutowska / Gerber trenowała razem w Gdańsku od stycznia, zaś w czerwcu przenieśli się do Novi, żeby trenować pod okiem wybitnego trenera Igora Szpilbanda. Był to ich pierwszy sezon startów w kategorii seniorów. Oficjalnie zadebiutowali na zawodach U.S. International Classic 2012, gdzie zajęli 8. miejsce. Plutowska / Gerber zostali wicemistrzami Polski 2013, a w debiucie na mistrzostwach świata zajęli 27. miejsce. W kolejnym sezonie zostali mistrzami Polski 2014. Oprócz tego zajęli 16. lokatę na mistrzostwach Europy i 22. miejsce na mistrzostwach świata. Ich największym sukcesem było zwycięstwo w zawodach Bavarian Open i trzecie miejsce w Finlandia Trophy 2013 za duetami Virtue / Moir oraz Chock / Bates. Było to pierwsze od 16 lat podium Polaków na prestiżowych zawodach łyżwiarskich tej rangi w konkurencji par tanecznych. Para Plutowska / Gerber zakończyła wspólną jazdę w maju 2014.
W listopadzie 2015 roku po tygodniu treningów próbnych Plutowska rozpoczęła jazdę z Francuzem Jérémie Fleminem. Miesiąc później Flemin otrzymał pozwolenie na reprezentowanie Polski, a od stycznia 2016 r. wspólnie trenowali w Gdańsku. W maju 2016 trafili do Mediolanu, gdzie rozpoczęli współpracę z włoskimi trenerami Barbarą Fusar-Poli i Stefano Caruso. W sezonie 2016/2017 reprezentowali Polskę w cyklu Challenger Series, a ich najlepszą lokatą było miejsce 4. na zawodach Warsaw Cup 2016. W kolejnym sezonie zostali wicemistrzami Polski i wystąpili na mistrzostwach Europy 2018, gdzie zajęli 21. miejsce.
W czerwcu 2018 r. para Plutowska / Flemin przeniosła się do Montrealu, aby trenować w ośrodku szkoleniowym Gadbois Centre pod okiem sztabu trenerskiego Romain Haguenauer, Patrice Lauzon, Marie-France Dubreuil, którzy w ostatnich latach trenowali najlepsze pary taneczne na świecie m.in. mistrzów i wicemistrzów olimpijskich z Pjongczangu.

### Inne

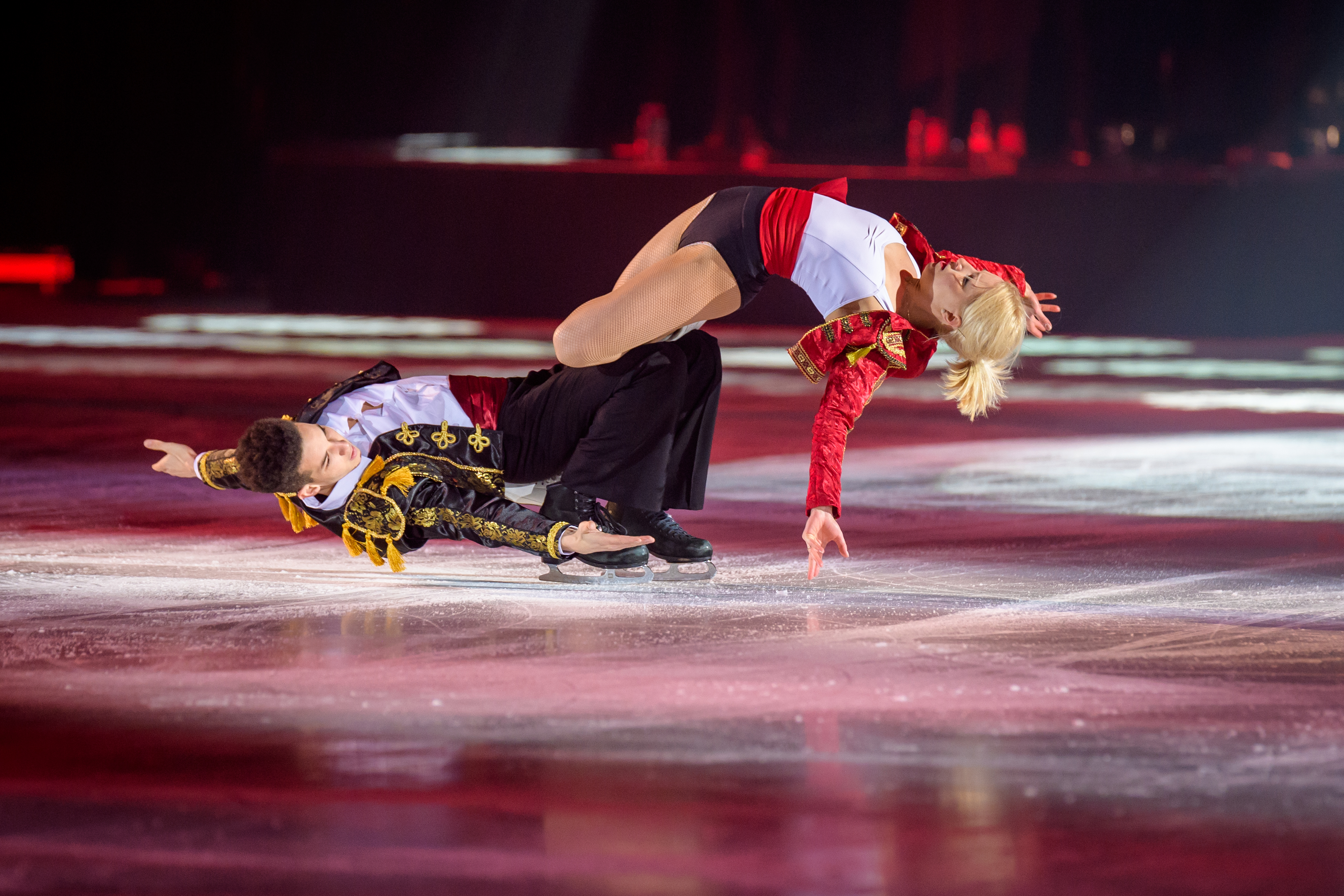
Art on Ice (Lozanna 2018)

Justyna Plutowska i jej partner sportowy Jérémie Flemin prowadzili wspólnie kanał YouTube J & J on ice, gdzie pokazywali fragmenty z życia, treningów i występów. W 2018 roku Plutowska i Flemin wzięli udział w rewii łyżwiarskiej Art on Ice. Para pobrała się, zaś na początku marca 2023 roku ogłosili narodziny pierwszego dziecka, syna Leo.

## Osiągnięcia

### Z Jérémie Fleminem
| Zawody                        | 16–17          | 17–18          | 18–19          | 19–20          |                |                |                |                |                |                |                |                |                |                |                |                |                |
| Międzynarodowe                | Międzynarodowe | Międzynarodowe | Międzynarodowe | Międzynarodowe | Międzynarodowe | Międzynarodowe | Międzynarodowe | Międzynarodowe | Międzynarodowe | Międzynarodowe | Międzynarodowe | Międzynarodowe | Międzynarodowe | Międzynarodowe | Międzynarodowe | Międzynarodowe | Międzynarodowe |
| ----------------------------- | -------------- | -------------- | -------------- | -------------- | -------------- | -------------- | -------------- | -------------- | -------------- | -------------- | -------------- | -------------- | -------------- | -------------- | -------------- | -------------- | -------------- |
| Mistrzostwa Europy            |                | 21             | 22             |                |                |                |                |                |                |                |                |                |                |                |                |                |                |
| CS Alpen Trophy               |                |                | 5              |                |                |                |                |                |                |                |                |                |                |                |                |                |                |
| CS Asian Open Trophy          |                |                |                | 8              |                |                |                |                |                |                |                |                |                |                |                |                |                |
| CS Lombardia Trophy           | 6              |                |                |                |                |                |                |                |                |                |                |                |                |                |                |                |                |
| CS Memoriał Ondreja Nepeli    | 10             |                |                |                |                |                |                |                |                |                |                |                |                |                |                |                |                |
| CS Minsk-Arena Ice Star       |                | 9              |                |                |                |                |                |                |                |                |                |                |                |                |                |                |                |
| CS U.S. International Classic |                |                |                | 6              |                |                |                |                |                |                |                |                |                |                |                |                |                |
| CS Warsaw Cup                 | 4              | 9              |                | 5              |                |                |                |                |                |                |                |                |                |                |                |                |                |
| Bavarian Open                 |                |                | 4              |                |                |                |                |                |                |                |                |                |                |                |                |                |                |
| International Cup of Nice     | 10             | 12             |                |                |                |                |                |                |                |                |                |                |                |                |                |                |                |
| Memoriał Pavla Romana         |                |                |                | 2              |                |                |                |                |                |                |                |                |                |                |                |                |                |
| NRW Trophy                    | 4              |                |                |                |                |                |                |                |                |                |                |                |                |                |                |                |                |
| Open d’Andorra                |                | 6              |                |                |                |                |                |                |                |                |                |                |                |                |                |                |                |
| Warsaw Cup                    |                |                | 4              |                |                |                |                |                |                |                |                |                |                |                |                |                |                |
| Krajowe                       |                |                |                |                |                |                |                |                |                |                |                |                |                |                |                |                |                |
| Mistrzostwa Polski            | WD             | 2              | 2              | 2              |                |                |                |                |                |                |                |                |                |                |                |                |                |

### Z Peterem Gerberem

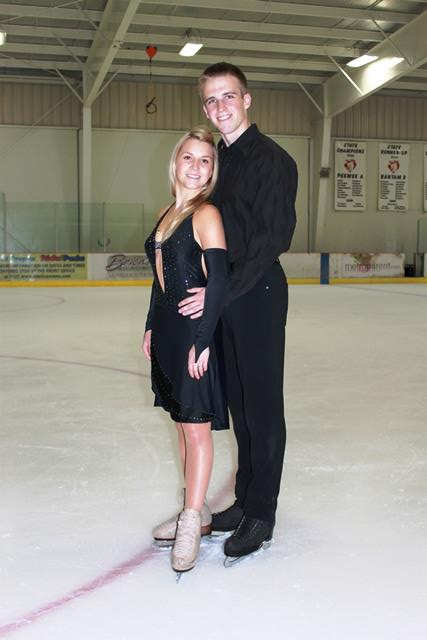
Justyna Plutowska i Peter Gerber (2012)

| Zawody                     | 12–13          | 13–14          |                |                |                |                |                |                |                |                |                |                |                |                |                |                |                |
| Międzynarodowe             | Międzynarodowe | Międzynarodowe | Międzynarodowe | Międzynarodowe | Międzynarodowe | Międzynarodowe | Międzynarodowe | Międzynarodowe | Międzynarodowe | Międzynarodowe | Międzynarodowe | Międzynarodowe | Międzynarodowe | Międzynarodowe | Międzynarodowe | Międzynarodowe | Międzynarodowe |
| -------------------------- | -------------- | -------------- | -------------- | -------------- | -------------- | -------------- | -------------- | -------------- | -------------- | -------------- | -------------- | -------------- | -------------- | -------------- | -------------- | -------------- | -------------- |
| Mistrzostwa świata         | 27             | 22             |                |                |                |                |                |                |                |                |                |                |                |                |                |                |                |
| Mistrzostwa Europy         |                | 16             |                |                |                |                |                |                |                |                |                |                |                |                |                |                |                |
| Finlandia Trophy           | 7              | 3              |                |                |                |                |                |                |                |                |                |                |                |                |                |                |                |
| U.S. International Classic | 8              | 9              |                |                |                |                |                |                |                |                |                |                |                |                |                |                |                |
| Nebelhorn Trophy           |                | 10             |                |                |                |                |                |                |                |                |                |                |                |                |                |                |                |
| Bavarian Open              |                | 1              |                |                |                |                |                |                |                |                |                |                |                |                |                |                |                |
| Crystal Skate of Romania   | 6              |                |                |                |                |                |                |                |                |                |                |                |                |                |                |                |                |
| Ice Challenge              | 8              |                |                |                |                |                |                |                |                |                |                |                |                |                |                |                |                |
| Mentor Toruń Cup           | 5              |                |                |                |                |                |                |                |                |                |                |                |                |                |                |                |                |
| Krajowe                    |                |                |                |                |                |                |                |                |                |                |                |                |                |                |                |                |                |
| Mistrzostwa Polski         | 2              | 1              |                |                |                |                |                |                |                |                |                |                |                |                |                |                |                |

### Z Dawidem Pietrzyńskim

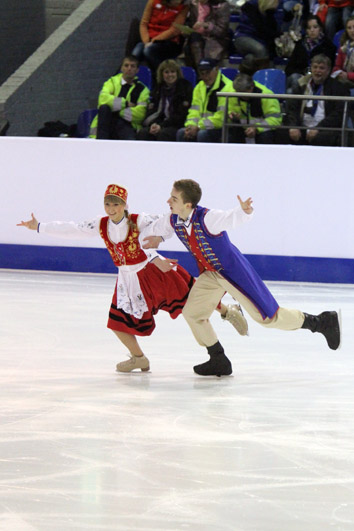
Taniec oryginalny Plutowskiej i Pietrzyńskiego na mistrzostwach świata juniorów 2010

| Zawody                                | 07–08                                 | 08–09                                 | 09–10                                 | 10–11                                 |                                       |                                       |                                       |                                       |                                       |                                       |                                       |                                       |                                       |                                       |                                       |                                       |                                       |                                       |
| Międzynarodowe: Kategorie młodzieżowe | Międzynarodowe: Kategorie młodzieżowe | Międzynarodowe: Kategorie młodzieżowe | Międzynarodowe: Kategorie młodzieżowe | Międzynarodowe: Kategorie młodzieżowe | Międzynarodowe: Kategorie młodzieżowe | Międzynarodowe: Kategorie młodzieżowe | Międzynarodowe: Kategorie młodzieżowe | Międzynarodowe: Kategorie młodzieżowe | Międzynarodowe: Kategorie młodzieżowe | Międzynarodowe: Kategorie młodzieżowe | Międzynarodowe: Kategorie młodzieżowe | Międzynarodowe: Kategorie młodzieżowe | Międzynarodowe: Kategorie młodzieżowe | Międzynarodowe: Kategorie młodzieżowe | Międzynarodowe: Kategorie młodzieżowe | Międzynarodowe: Kategorie młodzieżowe | Międzynarodowe: Kategorie młodzieżowe | Międzynarodowe: Kategorie młodzieżowe |
| ------------------------------------- | ------------------------------------- | ------------------------------------- | ------------------------------------- | ------------------------------------- | ------------------------------------- | ------------------------------------- | ------------------------------------- | ------------------------------------- | ------------------------------------- | ------------------------------------- | ------------------------------------- | ------------------------------------- | ------------------------------------- | ------------------------------------- | ------------------------------------- | ------------------------------------- | ------------------------------------- | ------------------------------------- |
| Mistrzostwa świata juniorów           |                                       | 27                                    | 20                                    |                                       |                                       |                                       |                                       |                                       |                                       |                                       |                                       |                                       |                                       |                                       |                                       |                                       |                                       |                                       |
| JGP w Chorwacji                       | 11                                    |                                       |                                       |                                       |                                       |                                       |                                       |                                       |                                       |                                       |                                       |                                       |                                       |                                       |                                       |                                       |                                       |                                       |
| JGP w Czechach                        |                                       | 13                                    |                                       |                                       |                                       |                                       |                                       |                                       |                                       |                                       |                                       |                                       |                                       |                                       |                                       |                                       |                                       |                                       |
| JGP w Hiszpanii                       |                                       | 15                                    |                                       |                                       |                                       |                                       |                                       |                                       |                                       |                                       |                                       |                                       |                                       |                                       |                                       |                                       |                                       |                                       |
| JGP w Niemczech                       | 18                                    |                                       | 15                                    |                                       |                                       |                                       |                                       |                                       |                                       |                                       |                                       |                                       |                                       |                                       |                                       |                                       |                                       |                                       |
| JGP w Polsce                          |                                       |                                       | 6                                     |                                       |                                       |                                       |                                       |                                       |                                       |                                       |                                       |                                       |                                       |                                       |                                       |                                       |                                       |                                       |
| International Challenge Cup           | 2 J                                   |                                       |                                       |                                       |                                       |                                       |                                       |                                       |                                       |                                       |                                       |                                       |                                       |                                       |                                       |                                       |                                       |                                       |
| NRW Trophy                            | 8 J                                   |                                       |                                       |                                       |                                       |                                       |                                       |                                       |                                       |                                       |                                       |                                       |                                       |                                       |                                       |                                       |                                       |                                       |
| Memoriał Pawła Romana                 | 9 J                                   |                                       |                                       |                                       |                                       |                                       |                                       |                                       |                                       |                                       |                                       |                                       |                                       |                                       |                                       |                                       |                                       |                                       |
| Krajowe                               |                                       |                                       |                                       |                                       |                                       |                                       |                                       |                                       |                                       |                                       |                                       |                                       |                                       |                                       |                                       |                                       |                                       |                                       |
| Mistrzostwa Polski                    | 2 J                                   | 1 J                                   | 1 J                                   | 2                                     |                                       |                                       |                                       |                                       |                                       |                                       |                                       |                                       |                                       |                                       |                                       |                                       |                                       |                                       |

### Z Mateuszem Krupowiesem
| Mistrzostwa Polski | 1 N |

## Programy
Justyna Plutowska / Jérémie Flemin
| Sezon   | Taniec rytmiczny (RD) | Taniec dowolny (FD) |
| ------- | --- | --- |
| 2019–20 | - Fokstrot: This Business Of Love (z filmu The Mask) – Domino - Swing: Hi De Ho Man – K7 - Swing: Hey Pachuco (z filmu The Mask) – Royal Crown Revue choreografia: Samuel Chouinard, Ginette Cournoyer, Benoit Richaud | - Time To Go – Dean Lewis - Waves – Dean Lewis choreografia: Samuel Chouinard, Ginette Cournoyer, Benoit Richaud                              |
| 2018–19 | - Tango: Juguete Rabioso – La Chicama - Flamenco: Duende – Bozzio Levin Stevens choreografia: Samuel Chouinard | - Love is a Bitch – Two Feet - Same Old Song (S.O.S. Part 1) – Two Feet - I Feel Like I'm Drowning – Two Feet choreografia: Ginette Cournoyer |
| Sezon   | Taniec krótki (SD) | Taniec dowolny (FD) |
| 2017–18 | - Samba: Bango Boom – DJ Maksy - Rumba: Paxi Ni Ngongo – Bonga - Samba: Locuraleza – Oma | - Owertura (z musicalu Ghost) - Unchained Melody (z musicalu Ghost) - I Had a Life (z musicalu Ghost)                                         |
| 2016–17 | - Blues: A Woman's Worth – Alicia Keys - Hip-hop: Recess (Milo and Otis Remix) – Skrillex & Kill the Noise | - The Great Gig in the Sky – Pink Floyd - Hey You – Pink Floyd - Miss You – The Rolling Stones                                                |